# Carnaúba dos Dantas
Carnaúba dos Dantas est une municipalité brésilienne située dans l'État du Rio Grande do Norte.